# Chambre de commerce et d'industrie Moselle Métropole Metz
La chambre de commerce et d'industrie de la Moselle ou CCI Moselle possède plusieurs antennes sur le territoire : à Sarreguemines, Sarrebourg et Yutz. Elle fait partie de la CCI Grand Est. Le siège de la CCI Moselle se situe dans le bâtiment de l’ancienne banque impériale de Metz, avenue Foch à METZ. Un autre bâtiment situé 5 rue Jean-Antoine Chaptal, à Metz accueille tous les services de la formation - CCI Campus Moselle - ainsi qu'une grande partie des services de l'appui aux entreprises.

## Missions
Organisme chargé de représenter les intérêts des entreprises commerciales, industrielles et de service de la Moselle. Comme toutes les CCI, elle est placée sous la tutelle de l'Etat.
La CCI Moselle intervient à tous les stades de la vie de l'entreprise : création, reprise, développement, cession transmission, accompagnement aux difficultés. En matière de développement, les actions prioritaires sont portées sur l'accompagnement aux transitions : numériques et développement durable. Elle apporte également une expertise en matière de gestion des ressources humaines, de financement de projet. Par ailleurs, elle dispose d'une cellule d'écoute : CCI Allo PME qui intervient dans la prévention et la curation des entreprises en difficulté. La CCI Moselle intervient aussi auprès des territoires : diagnostic économique, études de centre-ville, de flux de consommation... Elle peut aider les collectivités dans les projets de développement de leur tissu économique et entrepreneurial.
Ses actions envers les entreprises sont articulées autour de 3 grandes missions : 
- Sensibiliser : des réunions d'information et des ateliers thématiques sont régulièrement organisés dans tout le territoire

- Diagnostiquer : des diagnostics thématiques sont administrés par les conseillers entreprises dans les TPE/PME. Ils ont pour objectif de faire un état des lieux de l'entreprise sur un thème particulier et de proposer des plans d'actions prioritaires.

- Accompagner : les conseillers CCI accompagnent les entreprises dans la mise en oeuvre de leurs actions prioritaires pour améliorer leurs performances.

### CCI Campus Mosellecomprend
- Un centre de formations par la voie de l'alternance
- Un Centre de formation continue pour les salariés des entreprises et leur dirigeant et les demandeurs d'emploi : formation continue
- Un Centre Interinstitutionnel de Bilan de Compétences (CIBC) qui accompagne les salariés et demandeurs d'emploi dans leur projet de reconversion professionnelle

## Pour approfondir